# Maackia australis
Maackia australis är en ärtväxtart som först beskrevs av Stephen Troyte Dunn, och fick sitt nu gällande namn av Hisayoshi Takeda. Maackia australis ingår i släktet Maackia och familjen ärtväxter. Inga underarter finns listade i Catalogue of Life.